# La Chapelle-Orthemale
La Chapelle-Orthemale é uma comuna francesa na região administrativa do Centro, no departamento Indre. Estende-se por uma área de 18,17 km². Em 2010 a comuna tinha 106 habitantes (densidade: 5,8 hab./km²).